# La Cumbre, Tlatlauquitepec
La Cumbre är en ort i Mexiko.   Den ligger i kommunen Tlatlauquitepec och delstaten Puebla, i den sydöstra delen av landet, 170 km öster om huvudstaden Mexico City. La Cumbre ligger 2 894 meter över havet och antalet invånare är 167.
Terrängen runt La Cumbre är huvudsakligen kuperad. La Cumbre ligger uppe på en höjd. Runt La Cumbre är det ganska tätbefolkat, med 93 invånare per kvadratkilometer. Närmaste större samhälle är Zaragoza, 7,5 km norr om La Cumbre. I omgivningarna runt La Cumbre växer huvudsakligen savannskog.